# 阿尔门特罗斯
阿尔门特罗斯，是西班牙卡斯蒂利亚-莱昂萨拉曼卡省的一个市镇。 总面积39平方公里，总人口313人（2001年），人口密度8人/平方公里。